# A Washington State Cougars amerikaifutball-csapata
A Washington State Cougars amerikaifutball-csapata az NCAA I-es, valamint a Pac-12 Conference North divíziójában képviseli a Washingtoni Állami Egyetemet. A csapat először 1894-ben lépett pályára.
A csapat otthona az 1972-ben megnyílt Martin Stadion, melynek befogadóképessége 33 522 fő.

## Történet

### Kezdetek

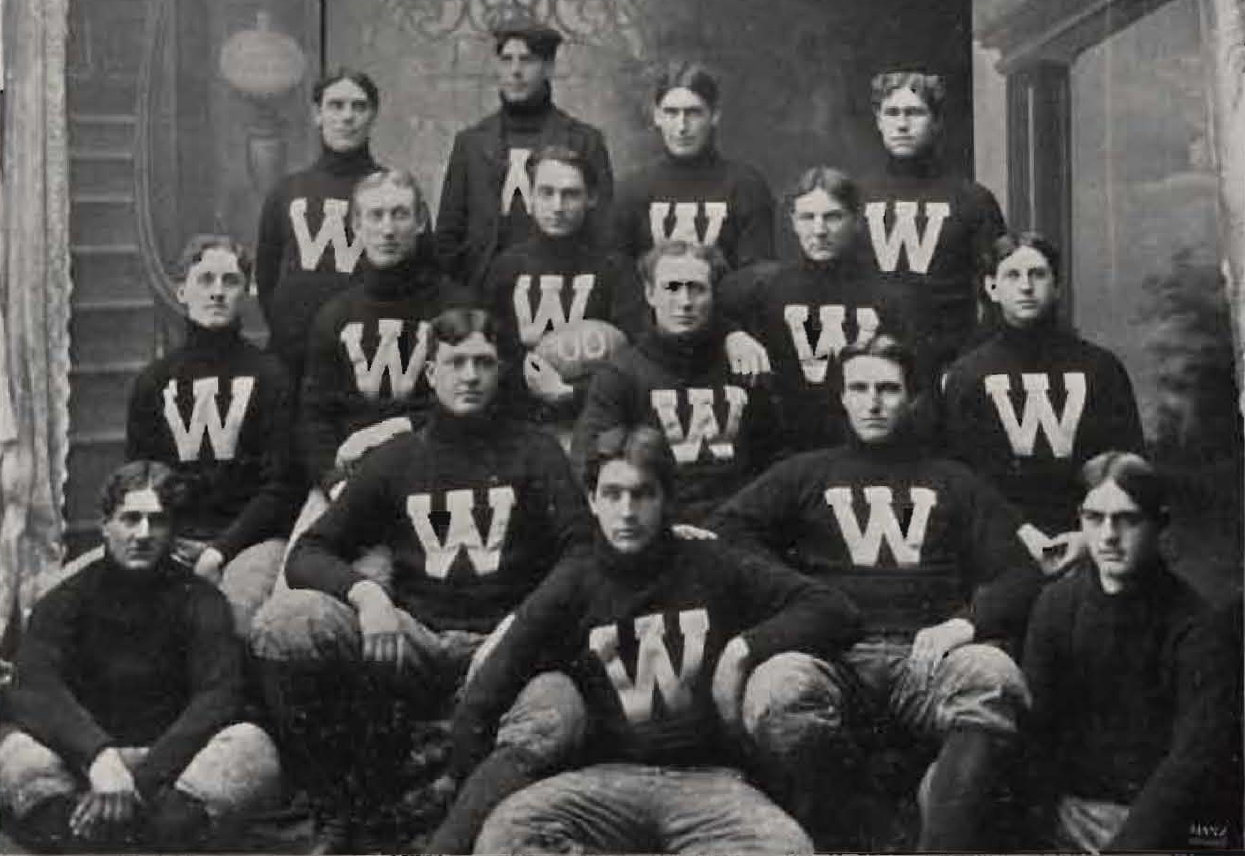
Az 1900-as csapat

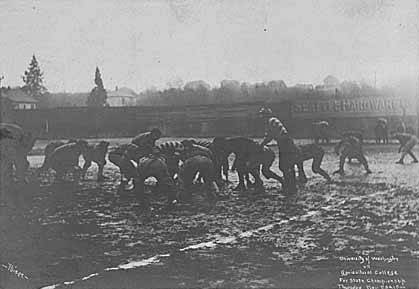
A Washington Huskies elleni 1900. november 29-i játék, amely az állami bajnoki címért folyt

A futballcsapat első edzője William Goodyear volt; az első, 1894-es szezon eredménye 1–1 volt, első győzelmüket az Idaho Vandalsszal szemben szerezték. Az első fizetett vezetőedző a csapatot az 1900-as és 1902-es szezonokban segítő William L. Allen volt; a csapat eredménye ekkor 6–3–1 volt.
Az 1906–1907 és az 1912–1914 közötti időszakok edzője John R. Bender volt 21–12-es eredménnyel. Az 1915–1917 közötti szezonokban William Henry Dietz volt a vezetőedző, a csapat ekkor kiemelkedő, 17–2–1-es eredménnyel végzett. A futballcsapat 1915-ben a Rose Bowlon legyőzte a Brown Bearst, végső eredményük pedig 7–0; a teljesítményt elismervén Dietzet 2012-ben az egyetemi amerikaifutball-hírességek csarnokába való szerepeltetéssel tüntették ki. 1923 és 1925 között a Cougars edzője Albert Exendine volt, az időszak eredménye 6–13–4.
Babe Hollingbery tizenhét szezonon át volt a csapat vezetőedzője, a 93–54–14-es eredménnyel a WSU történelmének legsikeresebb futballedzője. Az 1930-as Rose Bowlon a csapat az Alabama Crimson Tide-dal szemben vereséget szenvedett, azonban 1926 és 1935 között hazai pályán egy vesztes mérkőzésük sem volt. Az edző tiszteletére a számos egyetemi sportcsapatnak otthont adó épület 1963-ban a Hollingbery Sportcsarnok nevet vette fel. Az edző 1979-től szerepel a hírességek csarnokában. Sok más futballcsapathoz hasonlóan az 1944–1945 közötti időszakban a második világháború miatt a Cougars sem lépett pályára; a következő edző a Lincoln Gimnáziumtól érkező, egykor a WSU-n tanuló Phil Sarboe lett. A Sarboe által vezetett öt szezon végén 17–26–3-as eredmény született.
1949 végétől Forest Evashevski lett az új vezetőedző. A csapat 1951-ben az edzők rangsorában 14., az Associated Press rangsorában pedig 18. lett. Evashevski két szezon során volt a WSU edzője; a 11–6–2-es eredményt követően az edző az iowai Big Ten Conference-hez távozott. A férfi 2000-től szerepel a hírességek csarnokában. A következő edző a korábban helyettesi pozíciót betöltő Al Kircher lett, azonban a négy szezont követő 13–25–2-es eredmény miatt az ötéves szerződését nem hosszabbították meg. Az elkövetkező nyolc szezonban Jim Sutherland lett a vezetőedző, aki 1963-ig tartó megbízatása során 37–39–4-es eredményre vezette a csapatot.
A következő négy szezonban a korábban a Washington Huskies edzőhelyettesi posztját betöltő Bert Clark vezette a csapatot; a végső eredmény 15–24–1 lett. Az 1965-ös szezon volt az edző karrierjének csúcspontja, amikor a „Cardiac Kids” néven elhíresült játékosok 7–3-as eredménnyel három Big Ten Conference-beli csapatot is legyőztek, azonban a Huskiesszal és a Vandalsszal szemben kikaptak. A negyedik szezon végén Clark megbízatását nem hosszabbították meg.
1968-tól nyolc szezonon át a Montana State Bobcatstől érkező Jim Sweeney volt a vezetőedző; a végső eredmény 26–59–1. A férfi WSU-n töltött ideje alatt a csapat egyetlen nyertes szezonja a 7–4-es eredménnyel záruló 1972-es volt. Sweeney 1975-ben visszavonult; utódja a Pittsburg Panthers védőkoordinátora, Jackie Sherrill lett, aki csak egy szezonon át, a 3–8-as eredményű 1976-osban vezette a csapatot, később pedig a Panthers vezetőedzője lett. Az 1977-es évad edzője a Nebraska Cornhuskers edzőhelyettese, Warren Powers volt, aki a szezon végén a Big Eight Conference-hez távozott, ahol a Missouri Tigers vezetőedzője lett.

### Jim Walden-éra
Jim Walden Powers távozásakor lett vezetőedző. Az általa vezetett kilenc szezon alatt a Cougars egy bowlmérkőzésen vett részt (az 1981-es Holiday Bowl), ahol vereséget szenvedtek a BYU Cougarsszal szemben; az 1931-es Rose Bowl óta 51 év után ez volt a Coguars első bowljátéka (a Pacific-8 Conference szabályai 1975-ig nem tették lehetővé több csapat jelenlétét). Walden 1981-ben és 1983-ban elnyerte a Pac-8 Év Edzője díját. A férfi 1986-ban, az Iowa State Cyclones elleni mérkőzést követően távozott; a WSU-n töltött idejének végén a Cougars eredménye 44–52–4 volt.

### Dennis Erickson-éra

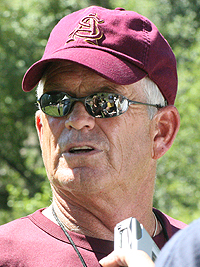
Dennis Erickson 2007-ben

Amikor 1987 elején kinevezték vezetőedzőnek, Erickson azt mondta, hogy élete álma teljesült. Az öt éves megbízatásával évente 70 000 dollár fizetést kapott, a médiamegjelenésekből pedig további harmincezer dollárhoz jutott hozzá. Dennis az Idaho Vandals, később pedig egy szezon idejére a Wyoming Cowboys edzője volt.
Az 1987-es szezonban a csapat eredménye 3–7–1 volt, de az 1988-as Aloha Bowlt (a Cougars első bowlgyőzelme 1916 januárja óta) követően ez 9–3-ra javult. Ugyan távozása előtt Erickson azt nyilatkozta, hogy a Cougars kötelékében marad, 1939 márciusától a Miami Hurricanes vezetőedzője lett. A férfi WSU-n töltött idejének végén a Cougars eredménye 12–10–1 volt.

### Mike Price-éra
Miután nyolc évig a Utah állambeli Weber State Wildcats vezetőedzője volt, a Cougars egykori játékosa és segítője, Mike Price 1989-ben visszatért Pullmanbe. Price alatt a Cougars nem várt sikereket ért el: az 1997-es és 2002-es Rose Bowlon is részt vehettek (mindkét alkalommal vereséget szenvedtek); a két szezonban a csapat az értékelésekben 9. és 10. helyen szerepelt. Price vezetésével a Cougars a Copper Bowlon, az Alamo Bowlon és a Sun Bowlon is könyvelhetett el győzelmeket; végső eredményük 83–78. Az 1998-as szezont a korábban a San Diego Chargers csapatában játszó Ryan Leaf vezette. A 2002-es szezon alatt az Associated Press értékelésében a WSU harmadik helyet ért el, amely a modern korban elért legjobb helyezésük. Price az utolsó Rose Bowlt követően az Alabama Crimson Tide-hoz távozott, azonban egy pályán kívüli incidens miatt még első játéka előtt elbocsájtották.

### Bill Doba-éra
Price távozását követően a korábbi védőkoordinátor Bill Doba lett a csapat vezetőedzője. 2003-ban a Cougars 10–3-as eredményében az NCAA értékelésében a kilencedik helyen végzett, azonban 2004-ben eredményük 5–6, 2005-ben pedig 4–7 volt. A 2007-es 5–7 eredményt követően Dobát elbocsájtották; a WSU-n töltött ideje végén a csapat eredménye 30–28 volt.

### Paul Wulff-éra
Doba utódja a Cougars csapatában korábban centerként játszó Paul Wulff lett, aki az Eastern Washington Eaglestől érkezett a csapathoz. Paul WSU-n töltött ideje alatt a Cougars egy szezonban mindössze négy győzelmet szerzett, végső eredményük 9–40 lett; ezzel a Cougars Paul Wulff alatt szerezte legkevesebb győzelmét, így az edzőt a 2011-es szezont követően elbocsájtották.

### Mike Leach-éra

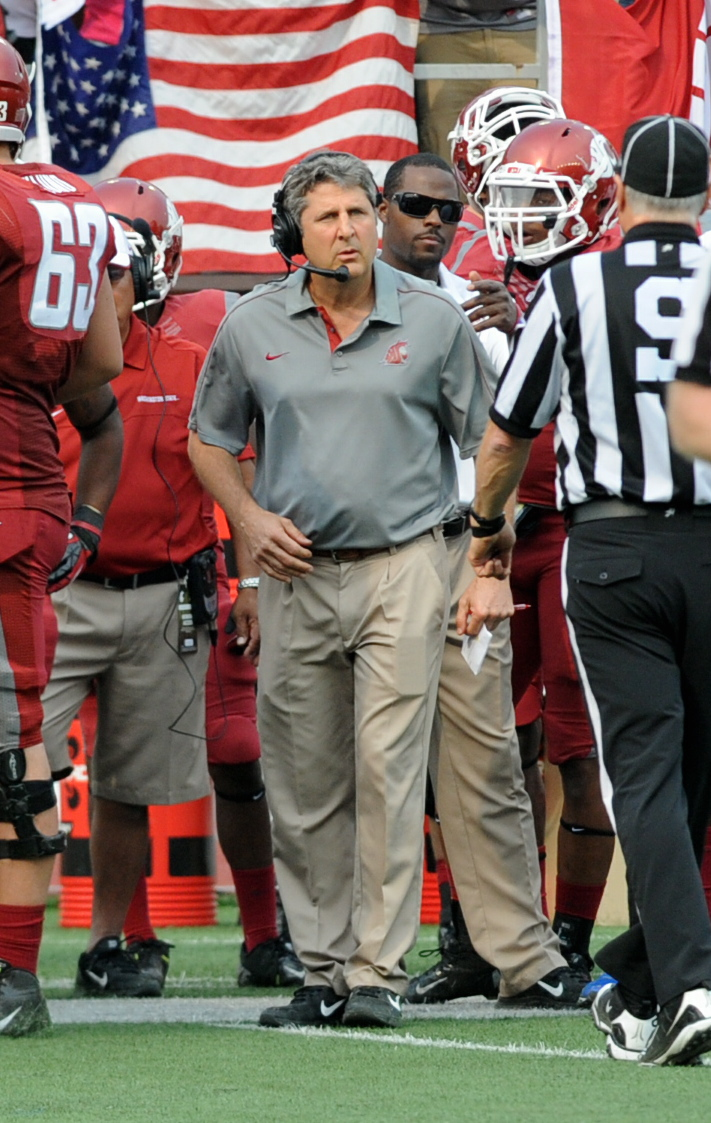
Mike Leach 2012-ben

2011 novemberében bejelentették, hogy a Cougars új vezetőedzője a tíz szezont a Texas Tech Red Raidersnél eltöltő Mike Leach. Az edző 2012-ben új támadási alakzatot vezetett be, 2013-ban pedig a csapat részt vehetett a New Mexico Bowlon, amely tíz év óta az első bowlmérkőzésük. Mivel az edző segítségével a csapat a legjobb eredményét érte el 2006 óta, Leach szerződését két évvel meghosszabbították.
2015-ben a Cougars először nyert bowlmeccset 2003 óta, ugyanezen évben pedig 9–4-es eredményt értek el, és az Associated Press, az edzők és az egyetemi amerikaifutball értékelésében is előkelő helyet szereztek. Leach a Pac-12 Év Edzője, illetve az Associated Press Pac-12 Év Edzője díját is elnyerte. A szezon végén Mike Leach szerződését a 2020-as szezonig meghosszabbították.
A 2016-os szezont a Cougars két vereséggel kezdte és három vereséggel zárta, viszont a szezon közben egymás után nyolc játékot megnyertek, így részt vehettek a Holiday Bowlon, ahol a Minnesota Golden Gophersszel szemben 17–12-es vereséget szenvedtek. 2016-ban a Pac-12 beli eredményük 7–2, a teljes eredményük pedig 8–5 volt. Az Oregon Ducksszal és a Stanford Cardinallel szembeni győzelmekkel ez volt a csapat legeredményesebb szezonja a 2003-as 6–2-es eredmény óta.
Tyler Hilinski quarterback 2018 januárjában öngyilkos lett; helyére a korábban az East Carolina Piratesben játszó Gardner Minshew érkezett. A csapat az Alamo Bowlon 28–26-ra legyőzte az Iowa State Cyclonest; a csapat történelmében először fordult elő, hogy egymás után tizenegy játékot is megnyertek, így a szezont 11–2-es eredménnyel zárták.

## Konferenciatagságok
A csapat az alábbi konferenciákban játszik:
- Független (1894–1916, 1918, 1959–1961)
- Pacific Coast Conference (1917, 1919–1958)
- Pac-12 Conference (1962-től)
  - Athletic Association of Western Universities (1962–1967)
  - Pacific-8 Conference (1968–1977)
  - Pacific-10 Conference (1978–2010)
  - Pac-12 Conference (2011-től)

## Bajnokságok

### Konferenciabajnokságok
| Szezon | Konferencia              | Edző             | Eredmény | Végső eredmény |
| ------ | ------------------------ | ---------------- | -------- | -------------- |
| 1917   | Pacific Coast Conference | William Dietz    | 3–0      | 6–0–1          |
| 1930   | Pacific Coast Conference | Babe Hollingbery | 6–1      | 9–1            |
| 1997   | Pac-10 Conference        | Mike Price       | 7–1      | 10–2           |
| 2002   | Pac-10 Conference        | Mike Price       | 7–1      | 10–3           |

### Divízióbeli bajnokságok
| Szezon | Divízió      | Edző       | Ellenfél                                               | Eredmény                                               |
| ------ | ------------ | ---------- | ------------------------------------------------------ | ------------------------------------------------------ |
| 2018   | Pac-12 North | Mike Price | Vesztes kiegyenlítőmérkőzés a Washington Huskies ellen | Vesztes kiegyenlítőmérkőzés a Washington Huskies ellen |

## Bowlmérkőzések
A Washington State Cougars eddig tizenöt bowlmérkőzést játszott, eredményük 8–7. A csapat eddig a következő játékokon vett részt: Rose Bowl (1 győzelem, 3 vereség); Holiday Bowl (1 nyeremény, 2 vereség); Sun Bowl (2 győzelem); Alamo Bowl (2 győzelem); Aloha Bowl (1 győzelem); Copper Bowl (1 győzelem) és New Mexico Bowl (1 vereség). Az 1975-ös szezonig a Pacific-8 Conference csak a Rose Bowlon való részvételt engedélyezte.
A 2015–2018 közötti időszakban a Cougars fennállása során egymás után négy bowlmérkőzésen is részt vett. Az időszakban a vezetőedző a pozíciót jelenleg is betöltő Mike Leach volt.

## Vezetőedzők
| Szezonok  | Edző                               | Eredmény                           |
| --------- | ---------------------------------- | ---------------------------------- |
| 1894      | William Goodyear                   | 1–1                                |
| 1895      | Fred Waite                         | 2–0                                |
| 1896      | David Brodie                       | 2–0–1                              |
| 1897      | Robert Gailey                      | 2–0                                |
| 1898–99   | Frank Shively                      | 1–1–1                              |
| 1900      | William L. Allen                   | 6–3–1                              |
| 1902      | William L. Allen                   | 6–3–1                              |
| 1901      | William Namack                     | 4–1                                |
| 1903      | James N. Ashmore                   | 3–3–2                              |
| 1904–05   | Everett Sweeley                    | 6–6                                |
| 1906–07   | John Bender                        | 21–12                              |
| 1912–14   | John Bender                        | 21–12                              |
| 1908      | Walter Rheinschild                 | 4–0–2                              |
| 1909      | Willis Kiemholtz                   | 4–1                                |
| 1910–11   | Oscar Osthoff                      | 5–6                                |
| 1915–17   | William Dietz                      | 17–2–1                             |
| 1918      | Emory Alvord                       | 1–1                                |
| 1919–22   | Gus Welch                          | 16–10–1                            |
| 1923–25   | Albert Exendine                    | 6–13–4                             |
| 1926–42   | Babe Hollingbery                   | 93–53–14                           |
| 1943–44   | Második világháború – nincs csapat | Második világháború – nincs csapat |
| 1945–49   | Phil Sarboe                        | 17–26–3                            |
| 1950–51   | Forest Evashevski                  | 11–6–2                             |
| 1952–55   | Jim Sutherland                     | 37–39–4                            |
| 1964–67   | Bert Clark                         | 15–24–1                            |
| 1968–75   | Jim Sweeney                        | 26–59–1                            |
| 1976      | Jackie Sherrill                    | 3–8                                |
| 1977      | Warren Powers                      | 6–5                                |
| 1978–86   | Jim Walden                         | 44–52–4                            |
| 1987–88   | Dennis Erickson                    | 12–10–1                            |
| 1989–2002 | Mike Price                         | 83–78                              |
| 2003–07   | Bill Doba                          | 30–29                              |
| 2008–11   | Paul Wulff                         | 9–40                               |
| 2012–     | Mike Leach                         | 52–40                              |

## Ellenfelek

### Washington Huskies
A WSU és a Washingtoni Egyetem sportcsapatai 1900 óta rendszeresen játszanak egymás ellen. A mérkőzéssorozat 1934-től 1961-ig a „Governor’s Trophy” nevet viselte, azonban 1962-től a washingtoni almatermesztés hagyományaira utalva „Apple Cup” névre keresztelték át. 2018-ig az utolsó hat játék mindegyikét a Huskies nyerte. Manapság a játékra a hálaadást követő pénteken kerül sor.

### Idaho Vandals
A WSU és a szomszédos államban fekvő Idahói Egyetem sportcsapatai 1894 novemberétől a „Battle of the Palouse” keretében mérkőznek meg egymással. A mérkőzéssorozatot 1978-tól megszakításokkal rendezték meg, majd 1998 és 2007 között a két csapat évente játszott. Mivel az Idaho Vandals 2018-tól újra az NCAA I-es divízióbeli bajnokságában játszik, a mérkőzéssorozat jövője bizonytalan.

## Csapattagok díjai

### Heisman Trophy
A Heisman-trófea díjazottjainak kiválasztásánál nyolc Cougar-játékos szerepelt az első tíz lehetséges kitüntetett között:
| Szezon | Játékos         | Pozíció      | Helyezés |
| ------ | --------------- | ------------ | -------- |
| 1978   | Jack Thompson   | quarterback  | 9.       |
| 1984   | Rueben Mayes    | running back | 10.      |
| 1988   | Timm Rosenback  | quarterback  | 7.       |
| 1992   | Drew Bledsoe    | quarterback  | 8.       |
| 1997   | Ryan Leaf       | quarterback  | 3.       |
| 2002   | Jason Gesser    | quarterback  | 7.       |
| 2005   | Jerome Harrison | running back | 9.       |
| 2018   | Gardner Minshew | quarterback  | 5.       |

### All America (konszenzussal)
Ezidáig hét WSU-játékos nyerte el az All America megegyezéssel odaítélt díját. Cody O’Connell a kitüntetést kétszer is megkapta; az ő és Jason Hanson esetében a díjazás teljes egyetértés mellett zajlott. A 2017-es szezonig bezárólag a csapat tagjait összesen 39 alkalommal jelölték a díjra.
| Játékos           | Pozíció          | Szezonok  | Kitüntetés éve |
| ----------------- | ---------------- | --------- | -------------- |
| Rueben Mayes      | running back     | 1982–1985 | 1984           |
| Mike Utley        | guard            | 1985–1988 | 1988           |
| Jason Hanson      | kicker           | 1988–1991 | 1989           |
| Rien Long         | tackle           | 2000–2002 | 2002           |
| Jerome Harrison   | running back     | 2004–2005 | 2005           |
| Cody O’Connell    | offensive tackle | 2013–2017 | 2016           |
| Cody O’Connell    | offensive tackle | 2013–2017 | 2017           |
| Hercules Mata’afa | defensive end    | 2015–2017 | 2017           |

### College Football Hall of Fame
A következő négy játékos szerepel a főiskolai amerikaifutball-hírességek csarnokában:
| Játékos      | Pozíció      | Szezonok  | Kitüntetés éve |
| ------------ | ------------ | --------- | -------------- |
| Mel Hein     | center       | 1929–1931 | 1954           |
| Turk Edwards | tackle       | 1929–1931 | 1975           |
| Rueben Mayes | running back | 1982–1985 | 2008           |
| Mike Utley   | guard        | 1985–1988 | 2016           |

Az elismeréssel három edzőt is kitüntettek:
| Edző             | Szezonok  | Kitüntetés éve |
| ---------------- | --------- | -------------- |
| Babe Hollingbery | 1926–1942 | 1979           |
| William Dietz    | 1915–1917 | 2012           |
| Dennis Erickson  | 1987–1988 | 2019           |

### Pro Football Hall of Fame
A következő két játékos szerepel a profi amerikaifutball-játékosok hírességének csarnokában:
| Játékos      | Pozíció | Szezonok  | NFL-csapat          | NFL-ben eltöltött évek | Kitüntetés éve |
| ------------ | ------- | --------- | ------------------- | ---------------------- | -------------- |
| Mel Hein     | center  | 1927–1931 | New York Giants     | 1931–1945              | 1963           |
| Turk Edwards | tackle  | 1929–1931 | Washington Redskins | 1932–1940              | 1969           |

### Canadian Football Hall of Fame
A következő négy játékos szerepel a kanadai amerikaifutball-játékosok hírességének csarnokában:
| Játékos       | Pozíció                       | Szezonok  | CFL-csapatok                              | CFL-ben eltöltött évek | Kitüntetés éve |
| ------------- | ----------------------------- | --------- | ----------------------------------------- | ---------------------- | -------------- |
| Byron Bailey  | running back                  | 1949–1951 | B.C. Lions                                | 1954–1964              | 1975           |
| George Reed   | running back                  | 1959–1962 | Saskatchewan Roughriders                  | 1963–1975              | 1979           |
| Brian Kelly   | wide receiver                 | 1975–1977 | Edmonton Eskimos                          | 1979–1987              | 1991           |
| Hugh Campbell | wide receiver, edző, igazgató | 1959–1962 | Edmonton Eskimos Saskatchewan Roughriders | 1964–2006              | 2000           |

### Visszavonultatott mezszámok
A csapat következő két mezszámát vonultatták vissza:
| Mezszám | Játékos       | Pozíció     | Aktív évek |
| ------- | ------------- | ----------- | ---------- |
| 7       | Mel Hein      | center      | 1927–1931  |
| 14      | Jack Thompson | quarterback | 1974–1978  |

### AFCA Év Nemzeti Edzője
Az American Football Coaches Association Év Edzője díját évente ítélik oda a kiválasztott személynek. Mike Leach az első és ezidáig egyetlen Cougars-edző, aki ezen díj birtokosa; a kitüntetést csapata 11–2-es eredményéért 2018-ban kapta meg.

### Pac-12 Év edzője
A díjjal ezidáig a csapat öt edzőjét tüntették ki összesen nyolc alkalommal:
| Edző            | Év   | Eredmény |
| --------------- | ---- | -------- |
| Jim Walden      | 1981 | 8–3–1    |
| Jim Walden      | 1983 | 7–4      |
| Dennis Erickson | 1988 | 9–3      |
| Mike Price      | 1997 | 10–2     |
| Mike Price      | 2001 | 10–2     |
| Bill Doba       | 2003 | 10–3     |
| Mike Leach      | 2015 | 9–4      |
| Mike Leach      | 2018 | 11–2     |

## Jelenlegi edzők
A csapatot 2019-ben az alábbi személyek segítik:
| Név                | Pozíció                       | Szezon |
| ------------------ | ----------------------------- | ------ |
| Mike Leach         | Vezetőedző, támadókoordinátor | 8.     |
| Darcel McBath      | Védőkoordinátorok             | 2.     |
| Roc Bellantoni     | Védőkoordinátorok             | 2.     |
| Ken Wilson         | Linebacker                    | 5.     |
| Kendrick Shaver    | Safety                        | 1.     |
| Steve Spurrier Jr. | Outside receiver              | 1.     |
| Dave Nichol        | Inside receiver               | 2.     |
| Mason Miller       | Offensive line                | 1.     |
| Jeff Phelps        | Defensive line                | 2.     |
| Matt Brock         | Outside linebacker            | 1.     |
| Eric Mele          | Runing back                   | 3.     |
| Dave Emerick       | Személyzeti vezető            | 6.     |
| Antonio Huffman    | Műveleti igazgató             | 6.     |
| Tyson Brown        | Erőnléti edző                 | 1.     |
| Price Ferguson     | Támadások minőségbiztosítója  | 3.     |
| Darcel McBath      | Defensive back                | 2.     |

## Híres játékosok
- Al Hoptowit
- Anthony Prior
- Brandon Gibson
- Calvin Armstrong
- Chad DeGrenier
- Chad Eaton
- Charles Dillon
- Clancy Williams
- Cody O’Connell
- Connor Halliday
- Cory Withrow
- Dan Doornink
- Dan Lynch
- Deone Bucannon
- Devard Darling
- Don Paul
- Drew Bledsoe
- Dick Hanley
- Ed Barker
- Elmer Schwartz
- Erik Williams
- Gail Cogdill
- Gardner Minshew
- George Reed
- Hamza Abdullah
- Harland Svare
- Hercules Mata’afa
- Hugh Campbell
- Jack Elway
- Jack Thompson
- James Hasty
- Jason Gesser
- Jason Hanson
- Jerome Harrison
- Jerry Williams
- Joe Danelo
- Kay Bell
- Ken Grandberry
- Keith Millard
- Keith Lincoln
- Kitrick Taylor
- Lamont Thompson
- LaVern Torgeson
- Logan Tago
- Luke Falk
- Mark Fields
- Mark Rypien
- Markus Trufant
- Marquess Wilson
- Mel Hein
- Michael Bumpus
- Mike Levenseller
- Milford Hodge
- Porter Lainhart
- Raonall Smith
- Rian Lindell
- Rien Long
- Rob Meier
- Robbie Tobeck
- Rueben Mayes
- Ryan Leaf
- Steve Broussard
- Steve Gleason
- Tim Harris
- Timm Rosenbach
- Tyler Hilinski
- Turk Edwards
- Zack Williams

## Fordítás
Ez a szócikk részben vagy egészben  a   Washington State Cougars football című angol Wikipédia-szócikk ezen változatának fordításán alapul.  Az eredeti cikk szerkesztőit annak laptörténete sorolja fel. Ez a jelzés csupán a megfogalmazás eredetét és a szerzői jogokat jelzi, nem szolgál a cikkben szereplő információk forrásmegjelöléseként.